# Enver Şimşek
Enver Şimşek (anhörenⓘ; geb. 4. Dezember 1961 in Salur Köy im Landkreis Şarkikaraağaç, Provinz Isparta, Türkei; gest. 11. September 2000 in Nürnberg, Bayern, Deutschland) war das erste Opfer der Mordserie der terroristischen Vereinigung „Nationalsozialistischer Untergrund“ (NSU). Der Inhaber eines Blumenhandels in Schlüchtern in Hessen wurde am 9. September 2000 an seinem mobilen Blumenstand in Nürnberg niedergeschossen. Zwei Tage später starb er infolge seiner schweren Verletzungen in einem Krankenhaus.

## Leben
Enver Şimşek immigrierte 1985 aus der Türkei nach Deutschland. Er arbeitete zunächst in einer Fabrik und machte sich dann mit einem Blumenhandel selbstständig. Daraus entstand ein Blumengroßhandel mit angeschlossenen Läden und Ständen.
Einige Jahre vor seiner Ermordung wurde er religiöser, nahm mit seiner Frau am Haddsch teil und spendete der lokalen islamischen Gemeinde Geld. Er habe auch über die Eröffnung einer Koranschule in Schlüchtern nachgedacht. Seine Kinder schickte er in ein religiöses Internat.
Enver Şimşek war verheiratet und Vater von zwei Kindern, Semiya und Abdul Kerim.

## Ermordung
Durch Zufall war Şimşek am Tattag, dem 9. September 2000, am Tatort. Normalerweise lieferte er nur Ware für den Blumenstand aus. An diesem Tag übernahm er jedoch als Urlaubsvertretung auch den Verkauf an einem Standplatz entlang einer Straße.
Der Tatort liegt auf dem ehemaligen Reichsparteitagsgelände, zwischen den ehemaligen Lagern der SS, der SA und des Reichsarbeitsdienstes und gehört heute zum Stadtteil Langwasser (Lage).
Zwischen 12:45 und 14:15 Uhr wurden acht Schüsse auf Şimşek abgegeben. Zwei Tage später erlag er seinen schweren Verletzungen, ohne das Bewusstsein zuvor wiedererlangt zu haben. Die kriminaltechnische Untersuchung von Projektilen und Geschosshülsen ergab, dass für die Schüsse zwei verschiedene Waffen verwendet worden waren: eine Pistole Kaliber 6,35 mm, der Typ nicht näher identifizierbar, und eine Pistole vom Typ Česká 83, Kaliber 7,65 mm.

## Gedenken
Bei der zentralen Gedenkveranstaltung der Bundesrepublik zu Ehren der NSU-Opfer im Berliner Schauspielhaus am Gendarmenmarkt sprach Semiya Şimşek zusammen mit der Tochter Mehmet Kubaşıks, Gamze, und erklärte dabei, sie habe elf Jahre lang „nicht einmal reinen Gewissens Opfer sein“ dürfen. Die Leidensgeschichte ihrer Familie nach dem Tod des Vaters und den Umgang der Ermittler mit den Angehörigen arbeitete sie in dem 2013 erschienenen Buch Schmerzliche Heimat. Deutschland und der Mord an meinem Vater auf, das Grundlage für den 2016 ausgestrahlten ARD-Fernsehfilm Die Opfer – Vergesst mich nicht wurde.
Zum Gedenken an alle NSU-Mordopfer, darunter auch Şimşek, wurde 2013 in Nürnberg eine Stele errichtet (siehe Gedenkorte der NSU-Mordserie). Am Tatort wurde im September 2014 auf Initiative von Anwohnern und in Anwesenheit der Witwe – die erstmals diesen Ort besuchte – eine Informationstafel zu seinem Andenken eingeweiht. Nachdem die Tafel von Unbekannten gestohlen worden war, befestigte die Gruppe „Das Schweigen durchbrechen“ dort ein Schild, das ein Bild des Ermordeten zeigt.

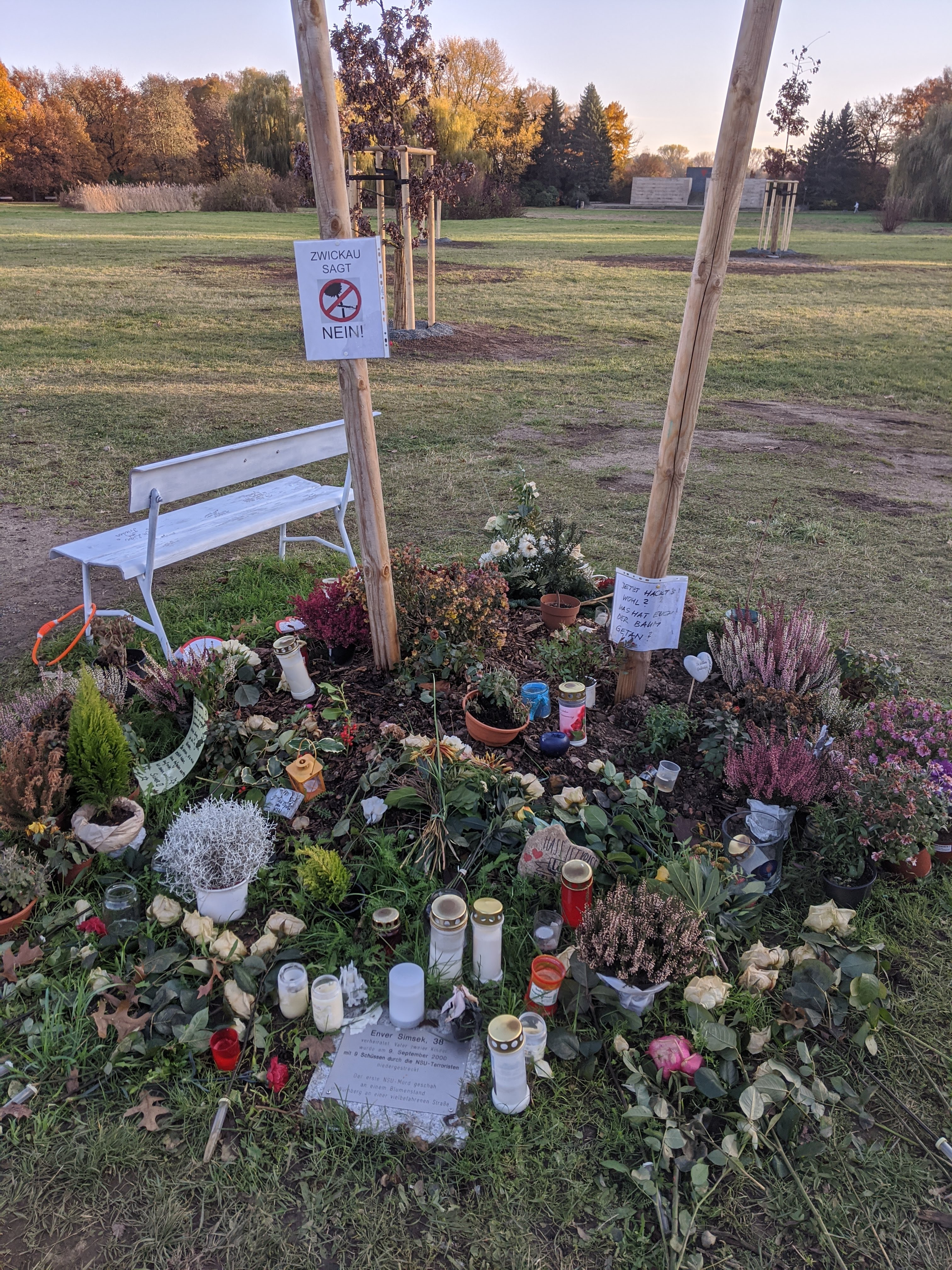
Ort des Gedenkbaums für Enver Şimşek mit fehlerhafter Schreibweise auf der Tafel (14. November 2019)

In Zwickau, wo das Kerntrio der NSU zuletzt im Untergrund lebte, wurde am 8. September 2019 zum Gedenken an Enver Şimşek auf der Ziegelwiese im nördlichen Teil des Schwanenteichparks eine Deutsche Eiche gepflanzt. Anfang Oktober 2019 wurde der Baum von Unbekannten abgesägt. Bürgermeisterin Pia Findeiß sprach von einem Zeugnis „von Intoleranz, mangelndem Demokratieverständnis und von Verachtung gegenüber Terroropfern und deren Angehörigen“. Eine Woche später wurde auch eine Bank mit einer Inschrift zerstört, die zum Gedenken an Şimşek aufgestellt worden war. Barbara John, die Ombudsfrau der Bundesregierung für NSU-Opfer, betrachtet dies als Indiz für die Existenz von Netzwerken, die die Morde gutheißen. Daraufhin wurden am gleichen Ort zehn neue Gedenkbäume gepflanzt und Gedenktafeln angebracht. Bei der Einweihung am 3. November 2019 kam es aber wegen fehlerhafter Schreibweise von Şimşeks Name sowie Nicht-Einladung von Überlebenden und Angehörigen zu Kritik.
Şimşeks Angehörige wurden im NSU-Prozess von Seda Başay-Yıldız anwaltlich vertreten.
Im März 2020 beschloss der Kulturausschuss der Stadt Jena nach längerer Diskussion die Benennung eines Platzes in Jena-Winzerla, wo die Täter des NSU aufgewachsen sind, nach Enver Şimşek. Mitte September 2020 wurde der „Enver-Şimşek-Platz“ in Anwesenheit von Familienmitgliedern sowie Ministerpräsident Bodo Ramelow und weiteren Politikern eröffnet. Mit dem Fahrplanwechsel des Jenaer Nahverkehrs am 15. Dezember 2021 wurde die Haltestelle Damaschkeweg ebenfalls in Enver-Şimşek-Platz umbenannt. Am 13. September 2021, kurz nach dem 21. Jahrestag der Ermordung wurde in Nürnberg als Erinnerung an Enver Şimşek der Tatort auf dem Parkplatz an der Liegnitzer Straße in Langwasser mit dem Namen Enver-Şimşek-Platz benannt.